# Kenichi Fukui
Kenichi Fukui (født 4. oktober 1918, død 9. januar 1998) var en japansk kemiker, der modtog Nobelprisen i kemi i 1981. Han var den første asiatiske videnskabsmand, der modtog en kemisk Nobelpris.
Fukui var professor ved Kyoto Universitet i perioden 1951-1982, hvorpå han var præsident for Kyotos Teknologiske Institut indtil 1988.
Hans forskningsmæssige indsats omfatter fremsættelsen af en teori om reaktivitet i aromatiske hydrokarbonater, der dog ikke indledningsvis vandt anerkendelse. Han fremsatte endvidere teorier om gelering, om organisk syntese i uorganiske salte samt om kinetik i polymerer. Den forskning, som indbragte ham Nobelprisen, drejede sig om molekylorbitaler i kemiske reaktioner. Han delte prisen med Roald Hoffman, som uafhængigt heraf havde opnået tilsvarende resultater.